# Rejon fatieżski
Rejon fatieżski (ros. Фатежский район) – jednostka administracyjna wchodząca w skład obwodu kurskiego w Rosji.
Centrum administracyjnym rejonu jest miasto Fatież.

## Geografia
Powierzchnia rejonu wynosi 1281,58 km².
Graniczy z rejonami: kurskim, zołotuchińskim, kurczatowskim, ponyrowskim, żeleznogorskim, konyszоwskim (obwód kurski) oraz (rzeką Swapa) z obwodem orłowskim.
Główne rzeki to Swapa i Usoża.

## Historia
Rejon powstał w roku 1928, a w 1934 wszedł w skład obwodu kurskiego.

## Demografia
W 2018 rejon zamieszkiwało 17 880 mieszkańców, w tym 5951 na terenach miejskich.

## Podział administracyjny rejonu
W skład rejonu wchodzi: 1 osiedle miejskie i 10 osiedli wiejskich (sielsowietów).
| Osiedla miejskie: | Centrum administracyjne | Pozostałe miejscowości | Liczba mieszkańców | Powierzchnia (km²) |
| ----------------- | ----------------------- | ---------------------- | ------------------ | ------------------ |
| miasto Fatież     | Fatież                  | –                      | 5999               | 4,34               |

| Sielsowiety (osiedla wiejskie): | Centrum administracyjne | Pozostałe miejscowości | Liczba mieszkańców | Powierzchnia (km²) |
| ------------------------------- | ----------------------- | --- | ------------------ | ------------------ |
| Baninski                        | Czermosznoj             | 1-je Banino, 2-je Banino, Byczki, Gorki, Łomowka, Mochowoje, Muzalewka, Rżawa, Sorokin, Sotnikowo, Szczekatichino, Żerdiewo | 1602               | 136,71             |
| Bolszeannienkowski              | Bolszoje Annienkowo     | Babaninka, Byczki, Bystriec, Krietowka, Małoje Annienkowo, Michajłowka, Nikitinka, Orlanka, Trifonowka, Trubicyn, Wiesiołaja Płota, Wołnikowka | 678                | 77,26              |
| Bolszeżyrowski                  | Bolszoje Żyrowo         | Abramowskij, Afoniuszenskij, Aleksandrowskij, Amielin, Andriejewka, Bartieniewskij, Biełowka, Biriukowka, Bogdanowka, Chłynino, Chmielnoj, Chworostowo, Czernyszewka, Czibisowka, Dołgij, Gołowaczi, Gołowinka, Gorki, Iwanowskij, Jewdokimowka, Kobielewskij, Koczetok, Koczetok, Kołyczewo, Korieniewka, Kostina, Kromskaja, Kukujewka, Kukujewka, Kutasowka, Lenina, Litwa, Majskij, Malichowskij, Małoje Żyrowo, Marmyży, Mieleszynka, Nowoje Sdobnikowo, Polewoj Kołodieź, Ponyri, Siemionowskij, Sietnoje, Skripiejewka, Staroje Sdobnikowo, Tomilin Kołodieź, Uszakowo, Wołna Riewolucyi | 1697               | 217,06             |
| Glebowski                       | Zykowka                 | Bugrianka, Fijenowka, Glebowszczina, Graczewka, Kulikowka, Łuniewka, Malinow, Płotawiec, Ponizowka, Popowka, Rasszejewka, Salejewka, Szalimowka, Szmarnoje, Woropajewka | 697                | 73,00              |
| Mileninski                      | Milenino                | Atorinka, Bugry, Kopaniewka, Minowka, Proszywałowka, Szmarnoje | 797                | 55,91              |
| Mołotyczewski                   | Mołotyczi               | Chmielewoje | 821                | 90,44              |
| Rusanowski                      | Basowka                 | 1-ja Czapłygina, Boriec, Czibisowka, Gajewo, Gołubowka, Gurowka, Kuraszowka, Makarowka, Makiejewka, Niżnij Rieut, Nowyje Dwory, Płota, Polechowka, Portina, Putczino, Rusanowka, Suchoczewo, Tichonowka, Zarieczje | 1626               | 128,79             |
| Sołdatski                       | Sołdatskoje             | 1-je Gniezdiłowo, 2-je Gniezdiłowo, Alisowo, Alisowo-Pokrowskoje, Bołonino, Brigadirowo, Bunino, Chochłowka, Czeriakino, Gorki, Kofanowka, Kosiłowka, Kostina, Krasiwyj, Krasnyj Kamysz, Lubimowka, Łotariewka, Morozow, Nadieżda, Nagornyj, Niżnije Chałczi, Nowaja Żyzń, Ozierowka, Pawłowka, Podymowka, Pozdniakowo, Prielestnyj, Probużdienije, Proletarowka, Riebiendier, Rieprinka, Rudka, Sołowjowka, Suchodoł, Szachowo, Szanszynka, Szuklino, Wierchnije Chałczi, Wiesiołyj, Zawidnyj                                                                                                  | 1245               | 260,07             |
| Wierchniechotiemlski            | Wierchnij Chotieml      | 1-je Rożdiestwienskoje, 2-je Rożdiestwienskoje, Czernyszewskij, Dmitrijewka, Dobrochotowo, Fiodorowka, Jakowlewskij, Kosiłowo, Kriukowo, Lenina, Łarinskije Wysiełki, Miłakowka, Mirolubowo, Ozierki, Pieszczery, Umskije Dwory, Wiesiołyj | 802                | 90,07              |
| Wierchnielubażski               | Wierchnij Lubaż         | Dworiki, Igino, Jasienok, Krasawczik, Lesnowka, Łoktionowo, Niżnij Lubaż, Nowaja Gołowinka, Nowosiołki, Pietrosiełki, Siergiejewka, Sriednij Lubaż, Staraja Gołowinka | 2256               | 147,93             |